# Iris et diaphragme

Iris

Diaphragme

Cet article compare l'iris et le diaphragme en mettant l'accent sur leurs différences. Celles-ci sont suffisamment nombreuses pour inciter à la prudence lors de toute comparaison entre l'œil et l'appareil photographique :
- contrairement à l'appareil qui possède un obturateur permettant de régler les temps de pose, l'œil reste ouvert en permanence ;
- l'appareil enregistre une scène d'un seul coup, tandis que l'œil, qui ne peut voir net que dans un tout petit angle, en explore successivement les divers éléments ; ainsi, la notion de profondeur de champ ne s'applique pas vraiment à la vision humaine ;
- l'œil dispose de deux systèmes photosensibles qui se substituent l'un à l'autre pour lui permettre de passer en douceur de la vision photopique à la vision scotopique.

## Fonctionnement comparé
L'iris est un « diaphragme automatique » qui protège la rétine de l'éblouissement et ajuste, à un moment donné, la luminosité des images formées par le cristallin avec la sensibilité variable des cellules visuelles. Quand la luminosité baisse mais reste suffisante pour permettre la perception des couleurs, il s'ouvre de plus en plus jusqu'à son diamètre maximum. Si la lumière continue de baisser, il reste grand ouvert et n'intervient plus ; la production de rhodopsine commence, la sensibilité des bâtonnets augmente tandis que la vision des couleurs par les cônes diminue et finit par disparaître.
En outre, quand l'iris se ferme, la profondeur de foyer augmente (nous verrons ce dont il s'agit plus loin) ; pour un œil normal, rien ne change mais l'image perçue par les personnes souffrant d'un trouble non corrigé de la réfraction ou de l'accommodation (myopie, hypermétropie, presbytie, etc.) devient alors moins floue, ces personnes
voient donc mieux en pleine lumière.
Il en va tout autrement pour l'appareil photo : pour une prise de vue donnée, avec un équipement approprié, la meilleure répartition de la netteté est obtenue pour une « ouverture de diaphragme idéale » dont nous donnerons plus loin la détermination. Si un équipement mal choisi ou des circonstances inattendues conduisent à s'écarter de cette ouverture en raison d'un risque de bougé ou pour des raisons photométriques (elle conduirait à une sur-exposition ou à une sous-exposition), cela se fait toujours au détriment de la qualité de l'image. Après qu'il a choisi le point de vue et la focale de son objectif, le photographe peut et doit encore jouer sur la sensibilité de sa pellicule ou sur la sensibilité apparente de son capteur et aussi, bien sûr, déterminer le temps de pose en tenant compte des luminances du sujet.
En fait, si l'iris de l'œil et le diaphragme de l'appareil présentent des similitudes « mécaniques », l'analogie s'arrête là car leurs fonctions sont très différentes. L'iris règle la lumière lors de la seule vision diurne et n'a normalement aucun effet notable sur la netteté. Le diaphragme règle la profondeur de champ et, sauf obligation absolue, ne devrait jamais être utilisé pour régler la lumière.